# ダイアモンド☆ユカイのダイスき!道の駅
ダイアモンド✡ユカイのダイスき!道の駅（ダイアモンドユカイのダイスきみちのえき）は、とちぎテレビで制作されていた旅番組である。2015年4月 - 6月の3ヶ月間限定番組。

## 概要
ダイアモンド✡ユカイの冠番組であり、とちぎテレビでは『ダイアモンド✡ユカイとユカイなラーメン研究所』（以下、「ユカイなラーメン研究所」と略す）に次ぐ第2弾である。
ダイアモンド✡ユカイが関東各地の道の駅を訪ねるというものである。ダイアモンド✡ユカイのほかに、とちぎテレビアナウンサーの遠藤宏美、「道の駅博士」を名乗るという佐野市のゆるキャラであるさのまるとともに道の駅を訪ねる。さのまるは「ユカイなラーメン研究所」では「ラーメン博士」を名乗っており、立ち位置はほぼ引き継がれている。タイトルの「ダイスき」は、後述するルールで利用するダイス（サイコロ）と「大好き」をかけている。
「ユカイなラーメン研究所」同様、制作協力として佐野市も参加しており、実際に当番組の番組制作経費として300万円を計上している。なお、「ユカイなラーメン研究所」では毎回佐野ラーメンを紹介するコーナーがあったため、毎回何かしらの形で佐野市が紹介されていたが、今回は回によっては佐野市が全く登場しない回もある。

## ルール
訪問地の道の駅を紹介するが、その際に以下のルールが存在する。
1. サイコロをふって道の駅内の目的場所を決定する。
2. 出た目の場所を満喫し、PRする。
3. 6面すべての場所をPRすれば、ロケ終了
4. 1度出た目が再度出ると辛い罰ゲーム

## 放送リスト（訪れた道の駅）
制作局であるとちぎテレビが対象とする栃木県だけでなく、5いっしょ3ちゃんねる各局のエリアの道の駅を紹介していた。ただし、テレビ神奈川（tvk）の地元である神奈川県は紹介されなかった（一方で、エリア外である茨城県が登場している）。
| 放送回            | 道の駅                       | 所在地           | ゲスト                  |
| ----------------- | ---------------------------- | ---------------- | ----------------------- |
| 第1回             | 道の駅どまんなか たぬま      | 栃木県佐野市     | ワッキー （ペナルティ） |
| 第2回             | 道の駅どまんなか たぬま      | 栃木県佐野市     | ワッキー （ペナルティ） |
| 第3回             | 道の駅ふじおか（ららん藤岡） | 群馬県藤岡市     | 2700                    |
| 第4回             | 道の駅おかべ                 | 埼玉県深谷市     | 2700                    |
| 第5回             | 道の駅まくらがの里こが       | 茨城県古河市     | ヒデ （ペナルティ）     |
| 第6回             | 道の駅アグリパークゆめすぎと | 埼玉県杉戸町     | ヒデ （ペナルティ）     |
| 第7回             | 道の駅しもつけ               | 栃木県下野市     | 植野行雄 （デニス）     |
| 第8回             | 道の駅日立おさかなセンター   | 茨城県日立市     | 植野行雄 （デニス）     |
| 第9回             | 道の駅川場田園プラザ         | 群馬県川場村     | もう中学生              |
| 第10回            | 道の駅水上町水紀行館         | 群馬県みなかみ町 | もう中学生              |
| 第11回            | 道の駅・川の駅水の郷さわら   | 千葉県香取市     | エハラマサヒロ          |
| 第12回            | 道の駅くりもと               | 千葉県香取市     | エハラマサヒロ          |
| 第13回 （最終回） | 総集編                       | 総集編           |                         |

## 出演者

### レギュラー出演者
- ダイアモンド✡ユカイ
- 遠藤宏美（とちぎテレビアナウンサー）
- さのまる（佐野市ブランドキャラクター）

### ゲスト
- ワッキー（ペナルティ） - 第1,2回
- 2700 - 第3,4回
- ヒデ（ペナルティ） - 第5,6回
- 植野行雄（デニス） - 第7,8回
- もう中学生 - 第9,10回
- エハラマサヒロ - 第11,12回

## 放送局と放送時間
2014年7月 - 9月に放送された『U字工事のShake-Hands!』以来、とちぎテレビ木曜23時枠の5いっしょ3ちゃんねる同時ネットは廃止されているが、5局での放送は当番組でも継続されている。
| 放送対象地域 | 放送局                          | 放送期間               | 系列                            | 放送日時                          | 備考                        |
| ------------ | ------------------------------- | ---------------------- | ------------------------------- | --------------------------------- | --------------------------- |
| 栃木県       | とちぎテレビ （GYT） （制作局） | 2015年4月2日 - 6月25日 | 独立協 （5いっしょ3ちゃんねる） | 木曜 23:00 - 23:30 （同時ネット） | 再放送は月曜日20:00 - 20:30 |
| 群馬県       | 群馬テレビ （GTV）              | 2015年4月2日 - 6月25日 | 独立協 （5いっしょ3ちゃんねる） | 木曜 23:00 - 23:30 （同時ネット） |                             |
| 千葉県       | 千葉テレビ （CTC）              | 2015年4月2日 - 6月25日 | 独立協 （5いっしょ3ちゃんねる） | 木曜 24:30 - 25:00                | 90分遅れ                    |
| 埼玉県       | テレビ埼玉 （TVS）              | 2015年4月5日 - 6月28日 | 独立協 （5いっしょ3ちゃんねる） | 日曜 25:00 - 25:30                | 3日遅れ                     |
| 神奈川県     | テレビ神奈川 （tvk）            | 2015年4月7日 - 6月30日 | 独立協 （5いっしょ3ちゃんねる） | 火曜 9:00 - 9:30                  | 5日遅れ                     |

## スタッフ
- プロデューサー：齊藤雅彦
- アシスタントプロデューサー：野村俊平
- ディレクター：掛川剛史
- 編集：秋澤智春
- 構成：平田喜之
- 技術：とちぎテレビサービス／栃放エンタープライズ